# Hydrobia neglecta
Hydrobia neglecta is een slakkensoort uit de familie van de Hydrobiidae. De wetenschappelijke naam van de soort is voor het eerst geldig gepubliceerd in 1963 door Muus.